# Biccari (Apulien)

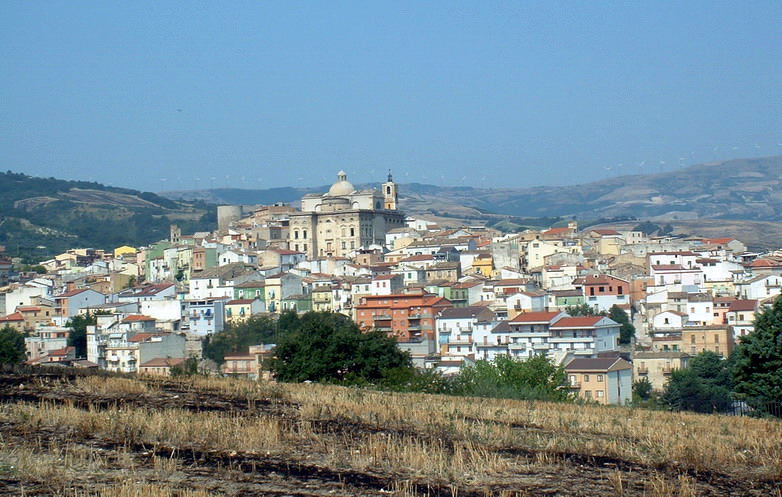
Blick auf Biccari

Biccari ist eine süditalienische Gemeinde mit 2628 Einwohnern (Stand: 31. Dezember 2023) in der Provinz Foggia in der Region Apulien. Schutzpatron der Gemeinde ist Donatus von Arezzo.

## Geographie
Das Gemeindegebiet umfasst eine Fläche von 106,3 km². Nachbargemeinden sind Alberona, Castelluccio Valmaggiore, Celle di San Vito, Faeto, Lucera, Roseto Valfortore und Troia.

## Söhne und Töchter der Gemeinde
- Ralph DePalma (1882–1956), US-amerikanischer Automobilrennfahrer